# Matt Tolmach
Matthew Tolmach (sinh năm 1964) là nhà sản xuất phim người Mỹ và cựu đồng chủ tịch khối sản xuất điện ảnh tại Sony Pictures Entertainment.

## Sự nghiệp
Tolmach lần đầu tiên quan tâm đến điện ảnh sau khi nghe những câu chuyện từ ông nội, nhà sản xuất và giám đốc điện ảnh Sam Jaffe. Ông là người gốc Do Thái. Sau khi chuyển đến Los Angeles, ông làm việc với Frank Marshall để làm một bộ phim tài liệu về Lance Armstrong do Alex Gibney đạo diễn. Năm 2008, ông được bổ nhiệm làm đồng chủ tịch sản xuất tại Sony Pictures Entertainment cùng với Doug Belgrad (người mà ông đã làm việc cùng từ năm 2003), nơi ông quản lý thương hiệu Người Nhện. Năm 2010, ông rời Sony Pictures Entertainment để sản xuất phần tiếp theo của Người Nhện. Belgrad được bổ nhiệm làm chủ tịch duy nhất của hãng phim và Hanna Minghella được bổ nhiệm làm chủ tịch sản xuất.

## Đời tư
Tolmach kết hôn với nữ đạo diễn Paige Goldberg. Họ có một đứa con.

## Danh sách phim
Sản xuất
- Money for Nothing (1993)
- Coldblooded (1995)
- Người Nhện: Siêu nhện tái xuất (2012)
- The Armstrong Lie (2013)
- Người Nhện siêu đẳng 2: Sự trỗi dậy của Người Điện (2014)
- Freaks of Nature (2015)
- Tiệc độc thân nhớ đời (2017)
- Jumanji: Trò chơi kỳ ảo (2017)
- Venom (2018)
- Trò chơi kỳ ảo: Thăng cấp (2019)
- Venom: Đối mặt tử thù (2021)
- Morbius (2022)
- Dark Harvest (2023)
- Kraven: Thợ săn thủ lĩnh (2024)

Giám đốc sản xuất
- Người Nhện: Trở về nhà (2017)
- Người Nhện xa nhà (2019)
- Future Man (2017–2020)
- Người Nhện: Không còn nhà (2021)

Cảm ơn đặc biệt
- Sausage Party (2016)